# Gino Germani
Pour les articles homonymes, voir Germani.
Gino Germani était un sociologue argentin d'origine italienne (Rome, 4 février 1911 – Rome, 2 octobre 1979).

## Biographie
Né en Italie, le jeune Gino Germani grandit alors que le fascisme italien gagne en puissance. Après une période d'emprisonnement, à la suite de la distribution de pamphlets antifascistes, et le décès de son père, Germani et sa mère émigreront à Buenos Aires en Argentine en 1934. Il y résidera pendant près de trente ans. À Buenos Aires, il complétera ses études d'économie qu'il avait déjà effectuées en Italie avec une formation en philosophie à l'Université de Buenos Aires (UBA). Il travaille alors au Ministère de l'agriculture. Il commencera une carrière de chercheur en sociologie dans cette même université.
Mais, alors qu'il avait fui l'autoritarisme mussolinien d'Italie, Germani trouve la situation politique argentine de l'époque difficile. Durant les années du péronisme, il sera éloigné de l'université, donnera des cours dans des institutions privées et traduira des ouvrages de sciences sociales en provenance d'Europe et d'Amérique du Nord (comme Raymond Aron, Erich Fromm, Bronislaw Malinowski, George Herbert Mead et Margaret Mead). En 1955 il retourne à la UBA comme professeur de sociologie et l'année suivante comme directeur de l'institut de sociologie. Germani obtient de la UBA la création du département de sociologie. Ce département connaîtra des débuts très actifs, mais sous les attaques des religieux qui critiquent son projet social et des communistes qui critiquent ses liens avec les États-Unis, Germani multiplie au début des années 1960, ses séjours à l'extérieur et en particulier aux États-Unis. Il abandonne alors graduellement ses charges à la UBA. En 1966, il est nommé professeur d'études latino-américaines à l'Université Harvard aux États-Unis. En 1975, il enseignera à Naples en Italie. Il mourra en 1979 à Rome.

## La sociologie de Germani
La sociologie argentine et latino-américaine a été profondément marquées par le travail de Gino Germani. Il pratiquait la sociologie sans concessions. Sa sociologie était scientifiquement fondée, débarrassée des préjugés de la philosophie sociale, mais également socialement engagée. Germani portait une attention particulière aux méthodes de recherche. Sa rencontre avec la sociologie d'Émile Durkheim est importante, mais ce sont ses lectures des travaux en sociologie comme elle se pratiquait alors aux États-Unis qui sont les plus marquantes. Germani est particulièrement influencé par Parsons, Lundberg, et Robert et Helen Lynd. L'influence de la sociologie américaine sur le travail de Germani est tellement important que certains sociologues latino-américains le considèrent comme un sociologue américain. Le sociologue argentin Torcuato di Tella est considéré comme le successeur de Germani. Afin de maintenir la tradition de Germani en Argentine, la faculté des sciences sociales de l'Université de Buenos Aires a créé l'Institut de recherche Gino Germani.

## Les thèmes de sa sociologie
La sociologie de Gino Germani s'articule principalement autour de deux axes. Premièrement autour de l'étude de la liberté, la démocratie et l'autoritarisme et secondement l'étude du progrès et de la modernisation. Germani sera toujours critique des nationalismes et en particulier du nationalisme argentin et des mouvements populistes. Il décrit le nationalisme comme « une suicide pour la race humaine ». Les deux ouvrages les plus marquants de Germani reprennent ces thèmes.

### La structure sociale de l'Argentine
Dans cet ouvrage (Estructura social de la Argentina - 1955), Germani analyse les données des recensements argentins. Cet ouvrage deviendra rapidement une œuvre phare de la sociologie de l'Amérique latine. Il y étudie les incidences de l'immigration européenne et des migrations internes sur la structure sociale de l'Argentine. Il y analyse également la transformation du monde rural par l'industrialisation et ses effets sur la stratification sociale de cette nation composée alors d'un très grande majorité d'immigrants.

### Politique et société dans une époque de transition
Dans cet ouvrage (Política y sociedad en una época de transición - 1962), Germani tâche d'asseoir sa sociologie scientifique et son projet positiviste. Il y effectue une analyse de l'Argentine qu'il décrit comme une société en transition. Il développe les thèmes propres à la théorie de la modernisation. Il analyse les changements sociaux, la diminution des références à la religion et la sécularisation. Il dégage une spécialisation croissante des tâches (administration, bureaucratie, travail) et des sphères d'activités sociales. Pour Germani la vitesse rapide de ces phénomènes associés à des avancées techniques en Amérique latine crée des tensions sociales et explique les mouvements populistes comme le péronisme.

### en espagnol et italien
- Estructura social de la Argentina (1955)
- De la sociedad tradicional a la sociedad de masas (1962)
- La sociologia en America Latina (1964)
- Politica y sociedad en una epoca de transicion (1965)
- Sociologia de la modernizacion (1971)
- Autoritarismo, fascismo, e classi sociali (1975)

### en français
- Politique, Société et Modernisation (1972)

### Sur Germani en espagnol
- Blanco, Alejandro “Gino Germani: las ciencias del hombre y el proyecto de una voluntad política ilustrada”. En Punto de vista, No 62, noviembre de 1998.
- “Gino Germani” En Torcuato S Di Tella y col., Diccionario de Ciencias Sociales y Políticas. Editorial Emecé, Buenos Aires, 2001.
- “Ideología, cultura y política: la Escuela de Frankfurt en la obra de Gino Germani” En Prismas. Revista de Historia Intelectual, Universidad Nacional de Quilmes, Año 3, no 3, 1999. [Publicado también en: Revista Venezolana de Economía y Ciencias Sociales, vol. 7, no 3, setiembre/diciembre de 2001].
- “La sociología por escrito: un episodio de su historia intelectual” En Revista de Ciencias Sociales, Departamento de Ciencias Sociales, Universidad Nacional de Quilmes, octubre de 2002.
- “Sociología e historia intelectual” En Punto de vista, no 75, abril de 2003.
- “Los proyectos editoriales de Gino Germani y los orígenes intelectuales de la sociología en la Argentina”. En Desarrollo Económico. Revista de Ciencias Sociales, vol. 43, no 169, abril/junio de 2003.
- “Política, modernización y desarrollo: una revisión de la recepción de Talcott Parsons en la obra de Gino Germani. En Estudios Sociológicos de El Colegio de México, vol.XXI, Nº 63, setiembre/diciembre de 2003.
- Ana Alejandra Germani, Gino Germani. Del antifascismo a la sociología, Buenos Aires, Taurus, 2004.

## Voir également